# Роосісааре
Роосісааре (ест. Roosisaare) — село в Естонії, входить до складу волості Виру, повіту Вирумаа.